# Bzovská Lehôtka
Bzovská Lehôtka – wieś (obec) na Słowacji położona w kraju bańskobystrzyckim, w powiecie Zwoleń. Pierwsze wzmianki o miejscowości pochodzą z roku 1524.
Według danych z dnia 31 grudnia 2012, wieś zamieszkiwało 138 osób, w tym 79 kobiet i 59 mężczyzn.
W 2001 roku pod względem narodowości i przynależności etnicznej miejscowość zamieszkiwali wyłącznie Słowacy.
Ze względu na wyznawaną religię w 2001 roku 92,17% mieszkańców było katolikami rzymskimi, a 7,83% ewangelikami.